# Torre del Moro I (la Ràpita)
|  | Vegeu altres significats a Torre del Moro |

La torre del Moro I és una torre de la Ràpita (Montsià) declarada bé cultural d'interès nacional.

## Descripció
De planta rectangular, els murs són de maçoneria amb carreus de pedra picada en els angles. Hi ha uns sectors arrebossats posteriorment. Fins a 1,70 m d'alt, els murs tenen forma atalussada. La porta, en forma d'arcada adovellada, és al mur que mira a mar. Es conserven dos matacans, un decapitat protegint la porta i l'altre al mur que mira a Alcanar. Hi ha espitlleres al mur frontal i dorsal, i dues finestres posteriors al frontal i al que mira a Alcanar. És coronada de merlets. A l'interior, hi ha el sostre original en forma de volta de mig punt a la planta. La teulada (al primer pis), és amb teules àrabs i de doble vessant, refeta posteriorment. Hi foren afegits posteriorment tres murs de maçoneria al mur de la façana, per a protegir l'entrada a la torre.

## Història
Junt amb les altres dues torres a prop però a l'oest de la N-340 forma el grup dit de les «torres del moro», que al mateix temps hom inclou dintre del grup genèric de «torres dels Alfacs». No es coneixen notícies sobre cap torre en particular, ni tampoc el topònim original de cadascuna. Organitzades a banda i banda de l'antic camí de bandolers, hom pensa que foren aixecades el darrer del segle xvi com a mesura de seguretat, davant l'increment d'accions depredatòries sobre les costes tortosines pels pirates musulmans i turcs. La construcció i manteniment van anar a càrrec de la ciutat de Tortosa i amb l'ajut de la corona. Podria tractar-se també de construccions dels segles xiv-xv. Segons Bayerri (citat per Miravall) «a profit de la  salvaguarda (del monestir de la Ràpita) es van acabar de construir, a costa de la caixa municipal tortosina, el 1390, les talaies del Montsià i Puigmoltó, amb guardians perennes per a guaitar-les» Miravall pensa que algunes de les anomenades torres del moro podrien correspondre a alguna d'aquestes atalaies.